# Грох Микола Никифорович
Мико́ла Ники́форович Гро́х (16 травня 1936, Ленінград — 25 жовтня 2021, Київ) — український графік; член Спілки радянських художників України з 1970 року. Заслужений художник УРСР з 1982 року, народний художник України з 2013 року.

## Життєпис
Народився 16 травня 1936 у місті Ленінграді (нині Санкт-Петербург, Росія). З 1939 по 1952 рік разом із батьками проживав на хуторі Петрівську Димерського району, Київської області Української РСР. Протягом 1945—1952 років навчався у Петрівській початковій та Мануїльській семирічній школах; 1952—1957 роках — на відділенні художнього текстилю у Київському училищі прикладного мистецтва, де його викладачами були Сергій Колос, Ангеліна Вовк, Дмитро Головко, Поляна Глущенко, Параска Власенко, Сергій Нечипоренко.
Протягом 1957—1960 років проходив військову службу у Радянській армії. У 1960—1965 роках навчався на вечірньому відділенні графічного факультету Київського державного художнього інституту, був учнем Василя Касіяна, Тимофія Лящука; одночасно у 1960—1964 роках працював художником-оформлювачем Київського відділення художнього фонду УРСР. Член КПРС з 1962 року.
З 1964 по 1967 рік працював у видавництві «Дніпро», був завідувачем редакції видавництва «Мистецтво»; з 1967 по 1988 рік — на творчій роботі. У 1993 році став організатором і директором художньої студії при Центральному будинку художника у Києві.
Мешкав у Києві в будинку на Русанівській набережній, № 22, квартира № 75 та у будинку на вулиці Березняківській, № 10, квартира № 99. Помер у Києві 25 жовтня 2021 року.

## Творчість
Працював у галузях книжкової і станкової графіки. Серед робіт:
станкова графіка
- «Портрет дружини» (1967, папір, акварель)[7];
- «Старий Дубровник» (1967, гуаш);
- «Батьки» (1969, ліногравюра);
- «Пам'ять» (1970, офорт);
- «Осінь»;
- серії офортів на теми українських народних пісень (1973);
- серія пастелей «По Україні» (1975—1995);
- триптих «Сказання про давній Київ» (1982);
- серія ліногравюр «По Кампучії» (1984—1987);
- «Кампучія. Дівчата на велосипедах» (1986, папір, колорова туш)[7];
- «Літо на Кубані» (1986, папір, олійна пастель)[7];
- серії натюрмортів та пейзажів (1995—2001)[6].

ілюстрації до
- збірки поезій П'єра-Жана Беранже (1968);
- книги «Лірика» Гарсіа Лорки (1969);
- книги «Антологія болгарської поезії» (1977);
- книги «Нариси з історії костюмів» Костянтина Стамерова (томи 1–2, 1989—1995);

творів
- Азіза Несина (1970);
- Дмитра Білоуса (1971);
- Євгенії Ярошинської (1972);
- Павла Тичини (1974);

З кінця 1990-х років переважно працював у техніці акварелі.
Брав участь у виставках з 1965 року. Персональні виставки відбулися у Києві у 1968, 1985, 2000 роках.